# サザエさん旅あるき
『サザエさん旅あるき』（サザエさんたびあるき）は、『サザエさん』の作者、長谷川町子のエッセイ漫画。

## 概要
萩や土佐、熊本などの国内旅行や、箱根の別荘での生活から、ヨーロッパやアメリカ、中東やハワイなど、まだ日本の一般大衆において海外旅行が盛んでなかったとされる1960年代後半のJALパックなどのツアー旅行から、海外旅行が盛んになった1980年代後半における個人旅行など、作者の「旅」に関する思い出や昔のエピソードが描かれている。
長谷川町子にとって遺作となった漫画作品である。1987年4月から半年間、朝日新聞日曜版に連載後、1987年に姉妹社から刊行され、のち2001年に朝日新聞社文庫に収められた。

### 登場人物
作者をはじめ、当該漫画に登場。

#### 主要人物（長谷川家）
作者によるノンフィクション旅行漫画なので、長谷川家の人々がメインとなる。

##### 長谷川町子（はせがわ まちこ）
作者・主人公。一人旅する場合もあれば、家族など同伴の場合もある。貞子や毬子と衝突して家出したことがあったが、何らかの拍子ですぐ実家へ戻ってきている。四姉妹で妹は洋子という。

##### 長谷川貞子（はせがわ さだこ）
作者の母。作者にねだって、母娘旅行に連れて行ってもらっている。終戦直後、（すでに引っ越していた東京から）彼女の友人がいる北九州門司へ列車を乗り継いで食料調達に訪問したことがあったが、「私一人で遠い買い出し旅はするもんじゃないわ」と漏らしていた。

##### 長谷川毬子（はせがわ まりこ）
作者の長姉。貞子に次いで、姉妹で旅行することもあった。だが、旅行中よく衝突することもあった。ちなみに次姉・実恵子がいたが病気で夭折している。

##### 長谷川勇吉（はせがわ ゆうきち）
作者の父。1934（昭和9）年に早世しているため「旅あるき」ではほとんど出番がないが、回想シーンで登場する。

##### 猫
名前不明。作者、貞子と仲良し。

#### 国内
萩、山中温泉、四国、熊本など。

##### 萩のタクシー運転手
作者を誘って萩旅行をした貞子が現地で親しくなった男性。帰りがけ、孫が捕まえた蛍を彼からもらった貞子は、「蛍を持ち帰るか、外へ放つか」で作者ともめた。

##### 萩の旅館女将
長谷川母娘が宿泊したのは、老舗旅館で天皇（昭和天皇）が宿泊した部屋に投宿。そのため、内湯は使えず、大浴場を使用。ここでも貞子は彼女と話に夢中となった。

##### 加賀山中の芸者
山中温泉に投宿中、正調山中節を聞きたいと、仲居に頼んで呼んでもらった。その後、彼女のレコードを土産に持たされた。

##### 土佐犬
作者が高知の旅館に投宿中、「土佐犬が視たい」というので…（少なくともスタッフはそう思ったので）わざわざ土佐犬を彼女に店に連れて行った。

##### ヨーロッパ人兄妹
勇吉含めた長谷川家で熊本旅行をした折、知り合った二人。お菓子と絵本をトレードした。

##### コウジ
作者の幼馴染で1歳年下。母親同士が仲良しである。

##### 松前洋一（まつまえ よういち）
コウジのおじさん。作者、コウジと一緒に富士登山をして、二人のおもり役を買って出た。その後も彼だけ、毎年富士登山をしている。あだ名はエゾ松前家出身ということで「殿様」。

#### 外国
カイロ、フランス、リスボン、ニュージーランド、スコットランド、ほか。

##### Ｋ氏
作者がカイロで一緒にツアー旅行した男性。アラバスター石のたばこセットを土産にしようとしたが、首からつるして持ち帰ったので、首を痛めた。

##### 眼鏡洋服、裸眼着物女性二人。
作者がとあるヨーロッパの国のツアーで出会った二人。他人同士だが意気投合して同宿したが、すぐ決裂した。

##### ワシントンＤＣのリス
毬子と二人で訪問中、リスが車道で引かれそうになったのを心配したが…車の人々は、リスが頬っぺたにあるものを食べて車道を去るのを見届けてから走り出した。他に袋のナッツをめがけて食べに来たリスを二匹みかけた。

##### フランスのタクシー運転手
貞子はこの老齢運転手に一目ぼれをした。

##### ポルトガル・リスボンのアメリカ人爺さんツアー客
作者が着物姿でシアターレストランのディナーショーへ食べに来たところ、着物姿のせいでスタッフに舞台に上げられ、ショーの片棒を担ぐ羽目になった。それを見ていた彼に褒められた。

##### ＮＺ牧場の犬
優秀な牧羊犬である。

##### 夏子
英国・スコットランドで作者に同伴したガイド。メアリー・スチュアートの城にあるいわくつきの部屋が視たいというので、工事中であったが…城の案内人が工事スタッフに頼んで見せてもらった。インバネスに向かうタクシーの運転手を（作者が勤務中と違うので気づかなかったが）彼女は覚えていた。

##### パキスタン人家族
アメリカ・フィラデルフィアからロサンゼルスへ旅立つ作者と毬子は、日本料理のお弁当を購入して食堂の折り畳み椅子を借りて空港で食べようとして、呼び止めた家族。実は「もう席を立つので、ここに座っていいよ」とのことで、感謝。その後切り上げたため、貞子に動物人形を買い忘れたが…作者はかつてスイスで購入したぬいぐるみを渡して、済ませた。

##### イラン・イスファハンの売り子坊や
バザールでじゅうたんを販売。興味あった作者を売り場へ上げて、一緒にカーペットを売らせた。

##### シダの洞窟ツアーのおばあさん
同伴客が水に落ちたので、適当な英語でスタッフに助けを求めた。

##### 日系移民2世のガイド
作者、毬子が依頼したガイド。

##### ＮＺ・マオリ族の長
マオリ族ショーに参加した作者、毬子が出会った人。このツアーでは一人主賓が選ばれることになるのだが、立候補した社長ではなく、着物姿の毬子を指名した。毬子はそのせいで、犬山モンキーセンターでもサルたちに注目された。

#### その他
「人生もたま旅である」として、彼女が旅先以外を「旅あるき」と称して出くわした人々。

##### 市丸ねえさん
用があって東京・赤坂の料亭に来店した作者が日にち違いで帰ろうとしたところ、勘違いで仲居に案内された幇間。そのまま、別の客と勘違いされて酒肴が次々と運び込まれた。

##### 医者
作者が診察してもらおうと来院した病院で観察された医者たち。座薬と封筒で困惑。

##### 貞子の知人おじいさん
長谷川家を訪問して妻の訃報を知らせるも、貞子は「おくさんによろしく」と言ってしまい、作者と毬子は「いよいよ痴呆になったわね」と思った。知り合いの大企業会長は秘書の名前を忘れぬために自分の机に彼女の名前を書いた紙を入れて、それをあんちょこにした。

##### 長谷川家のお手伝いさん4人
山口の学校を出て、行儀見習いと称して長谷川家に来ていた女性たち。作者相手に水着ファッションショーをやることになり、作者はそれにつきあった。そのうちの一人、ユミちゃんは最近ヒステリーが悩みであると作者に相談する。その後、三人の子供ができたという。

##### 大叔父
長谷川家を含めた親族ではケチで有名だったのだが、作者を指名して「うちに泊まらないか」と香椎（近所に住んでいる）と言ってきた。貞子の命令で彼の家へ行くことになり、香椎へ。その彼が作者との距離を縮めようとお菓子をくれたので、仲良くなった。

##### わんぱくゲスト2人組
長谷川家を訪問した少年二人。作者、毬子を誘い遊園地のお化け屋敷へ。毬子は機械仕掛けのお化けにビビり、生幽霊（アルバイトの学生）に助けを求めた。

##### Ｍ
作者の出身である、福岡市立春吉小学校の同級生で、同窓会の幹事。「町子ちゃんのいる東京でやりたい」という彼に、「あなたの心臓が心配、Ｋさんは胃の手術後だし…心配」と断ろうとしたが、強行された。案の定、彼は心臓で入院したので、作者は彼の妻に怒られた（その後、無事に退院）。

##### 田川水泡（たがわ すいほう）
作者の（漫画家）師匠。父の俳画を彼に見せたことがあった。

## テレビドラマ
本作を原作とするテレビドラマ『サザエさん旅あるき 漫画家一家母娘3人の珍道中!』が、1988年4月5日にテレビ朝日系列『火曜スーパーワイド』で放送された。
ドラマはオムニバス形式で、前半は「鹿児島食べあるきの巻」、後半は「ハワイ結婚ツアーの巻」となっている。
なおテレビ朝日で長谷川作品が放送されたのは、1959年3月2日 - 同年5月28日放送の『エプロンおばさん』（望月優子主演版。当時ネットの毎日放送制作）以来実に28年半振りで、「テレビ朝日制作」は現在のところ唯一。

### 出演者
- 長谷部町子（主人公）：竹下景子
- 珠子（町子の姉）：木内みどり
- サダヨ（町子と珠子の母）：加藤治子
- 仙三：若山富三郎
- 福田エミ：岩崎良美
- 浅井孝明：岡野進一郎
- 立枝歩

### スタッフ
- 原作：長谷川町子
- 脚本：松木ひろし
- 監督：小林俊一
- 音楽：丸谷晴彦
- 制作：テレビ朝日、国際放映

## テレビアニメ
アニメ『サザエさん』（フジテレビ系列）にて、2020年2月2日に放送時間を一時間に拡大した特別番組『サザエさん 長谷川町子先生生誕100周年スペシャル』の中で放送された。戸田恵子は同じくアニメ『サザエさん』のサザエさん生誕65周年記念作品「サザエさんうちあけ話」（2010年12月26日放送）でも作者を演じており2回目の出演となる。

### 声の出演
- 町子：戸田恵子
- 町子の母：谷育子
- 町子の姉：川崎恵理子